# Elsk din næste (film)
Elsk din næste er en dansk spillefilm, der er instrueret af Tørk Haxthausen efter eget manuskript. Filmen er aldrig blevet udsendt, selvom den er færdiggjort.

## Handling
Denne artikel mangler et handlingsreferat. Hjælp os med at skrive det.

## Medvirkende
- Yvonne Ingdal
- Søren Rode
- Morten Grunwald
- Alice Sterup-Hansen
- Solveig Sundborg
- Lotte Tarp